# (4792) Lykaon
(4792) Lykaon ist ein Asteroid aus der Gruppe der Jupiter-Trojaner. Damit werden Asteroiden bezeichnet, die auf den Lagrange-Punkten auf der Bahn des Jupiter um die Sonne laufen. (4792) Lykaon wurde am 10. September 1988 von der US-amerikanischen Astronomin Carolyn Shoemaker entdeckt. Er ist dem Lagrangepunkt L5 zugeordnet.
Benannt ist der Asteroid nach Lykaon, dem Sohn des Königs Priamos von Troja.